# Mr. Pickwick

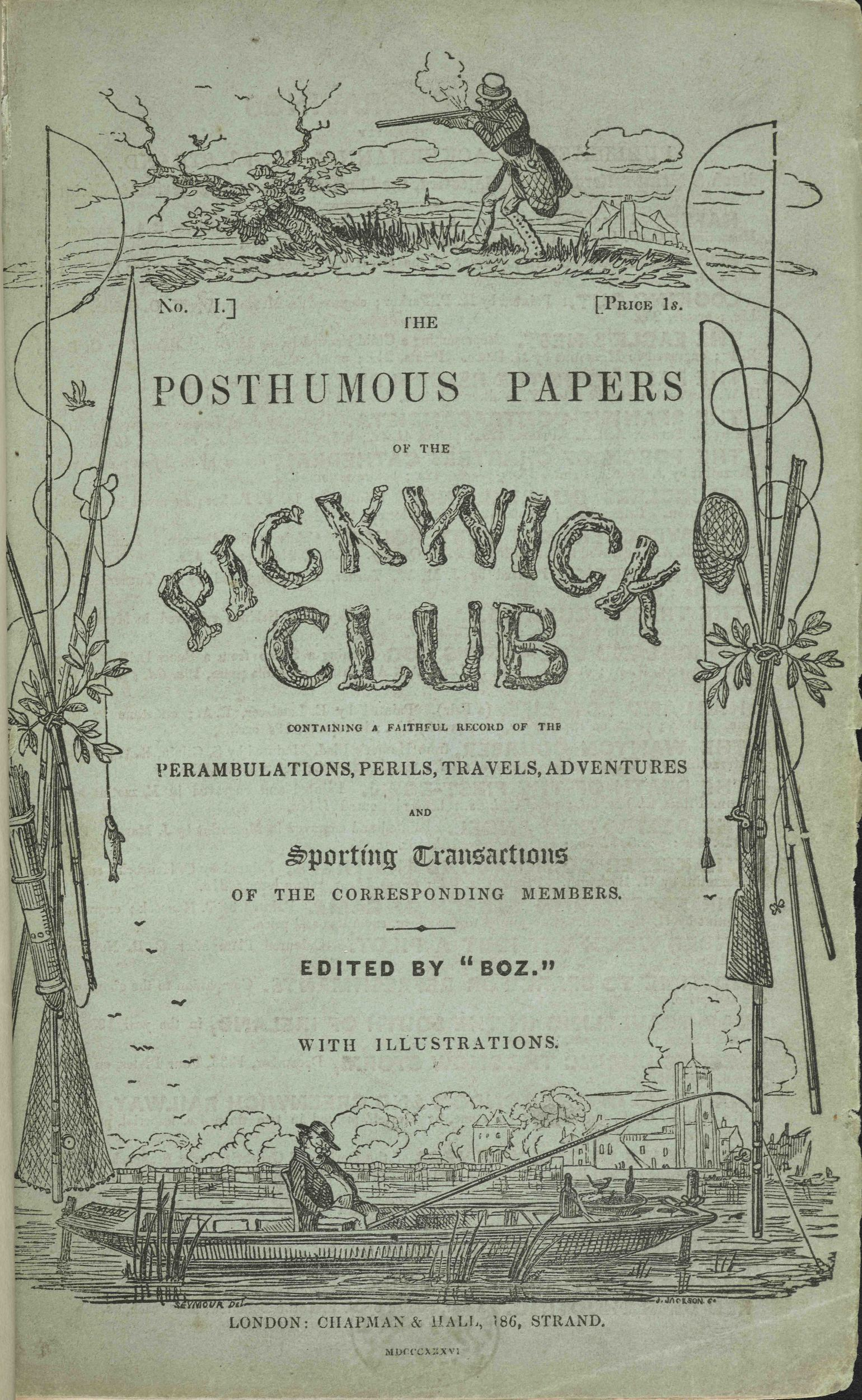
Titelseite bei der Erstveröffentlichung 1836

Mr. Pickwick ist ein britischer Spielfilm aus dem Jahre 1952 von Noel Langley. James Hayter in der Hauptrolle des Samuel Pickwick führt das umfangreiche Schauspielensemble an. Der Film basiert auf dem Roman Die Pickwickier (1836/37) von Charles Dickens.

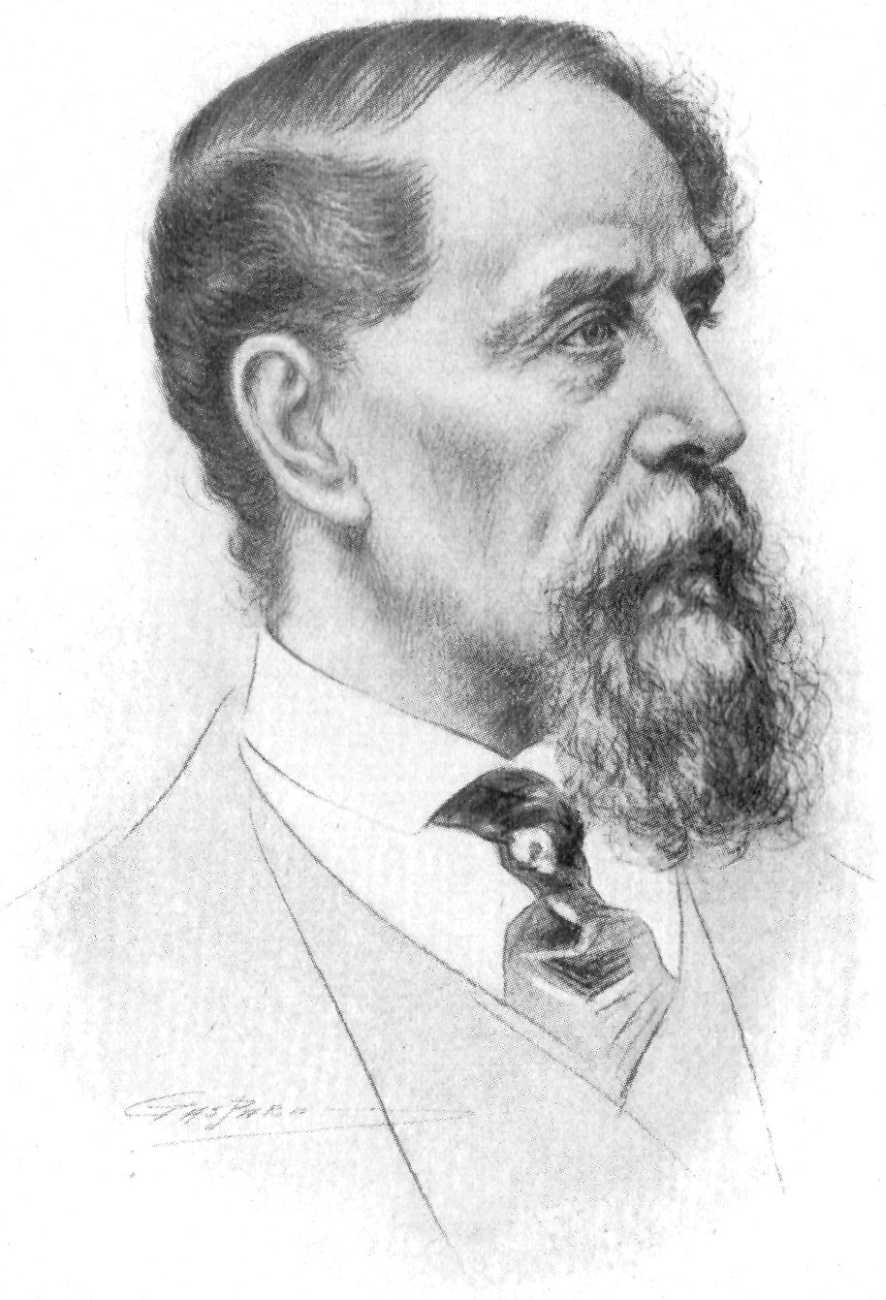
Autor der Vorlage: Charles Dickens

## Handlung
Das ländliche England, Mitte des 19. Jahrhunderts. Die titelgebenden Pickwick-Papiere, das sind jene Aufzeichnungen, die der alte Gelehrte, Gründer und ewige Präsident des Pickwick-Clubs für wahre und erfahrungshungrige Gentlemen, Samuel Pickwick, auf seinen zahlreichen Reisen innerhalb des britischen Königreichs macht. Die niedergeschriebenen Erkenntnisse sammelt er unterwegs. Begleitet wird er von den nicht minder kauzigen Clubmitgliedern Tracy Tupman, Augustus Snodgrass und Nathaniel Winkle. Alle vier werden Die Pickwickier genannt. In episodenhafter Form erzählt dieser Film nun, wie bereits der Roman, wie die Gentlemen die einzelnen Erlebnisse, seien sie noch so skurril, mit viel Humor und Situationskomik bewältigen. Dabei fällt, literarisch betrachtet, ein beträchtliches Gewicht auf die jeweils angefahrenen Kutschhaltstationen.
Zu Beginn ihrer mit der Kutsche bewältigten Reisen lernen die verschrobenen Herren Alfred Jingle kennen, der im weiteren Verlauf der Geschichte als komischer Hochstapler mit hinterhältigen Taschenspielertricks entlarvt wird. Immer wieder werden die vier Freunde auf die Manor-Farm Mr. Wardles in Dingley Dell geführt. Eine zentrale Rolle kommt auch Sam Weller zu, einem bauernschlauen Cockney-Typen. Er wird, obwohl in seinem Wesen vollkommen unterschiedlich, vom grundnoblen Mr. Pickwick als treuer Bediensteter auf die Reisen mitgenommen. Seine Erkenntnissen von den Reisen der Pickwickier entscheiden sich bisweilen grundlegend von denen der altehrwürdigen Clubmitglieder.
Eines Tages kommt es aufgrund einer durch Sam ausgelösten Äußerung zu einem Missverständnis zwischen Samuel Pickwick und seiner Vermieterin Mrs. Bardell. Die will ihn nun wegen Wortbruchs verklagen, doch Mr. Pickwick stellt sich stur. Und da er weder eine von Mrs. Bardell geforderte Kompensation zu begleichen gedenkt noch die windigen Anwälte der Kanzlei Dodson & Fogg bezahlen möchte, landet der Gelehrte schließlich im Londoner Fleet-Gefängnis.

## Produktionsnotizen
Der Film entstand Mitte 1952 und wurde am 14. November 1952 im Gaumont Cinema in Londons Haymarket uraufgeführt. Die Deutschland-Premiere fand am 26. November 1954 in der DDR unter dem Titel „Die Geschichten des Mr. Pickwick“ statt, die bundesdeutsche Fernsehpremiere von Mr. Pickwick war am 15. Oktober 1967.
Bob McNaught übernahm die Produktionsleitung. Die Bauten entwarf Fred Pusey, die erst 1956 für einen Oscar nominierten Kostüme stammen aus der Hand von Beatrice Dawson. Komponist Antony Hopkins dirigierte seine eigene Filmmusik. Hauptdarsteller Hayter erhielt einen BAFTA Award für seine schauspielerische Darbietung.

## Kritiken
Der Movie & Video Guide lobte den Film als eine „schmackhafte, episodenhafte Version des Dickens-Klassikers“.
Halliwell’s Film Guide hingegen befand diese Dickens-Adaption als „glatt abgefasst und locker aufgebaut“, lobte jedoch den „guten Humor“.
Im Lexikon des Internationalen Films heißt es: „Trotz formaler Schwächen eine weitgehend erheiternde Adaption des Dickens-Romans.“
Der Daily Mirror konstatierte bei Ansicht des Films knapp: „So willkommen wie die Sonne am Morgen und so britisch wie eine Tasse Tee“.
Im TV-Guide ist zu lesen: „Wenn jemals ein Dickens-Roman danach gerufen hätte, verfilmt zu werden, dann The Pickwick Papers, und mit dieser Version wurde ein fröhlicher, guter Job gemacht.“